# Försvarsmaktens flygverkstäder
Försvarsmaktens flygverkstäder (FMF) var en tidigare flygverkstad inom svenska flygvapnet som verkade åren 1999–2002. Flygverkstadens stab var förlagd i Uppsala garnison.

## Historik
Försvarsmaktens flygverkstäder bildades som en paraplyorganisation med syfte att samordna verkstäderna vid Flygvapnets flygflottiljer. Bakgrunden var att få sammanhållen organisation vid flottiljverkstäderna, med en gemensam organisationsutveckling för att möta de nya krav som ställdes genom att Flygvapnet ombeväpnades till JAS 39 Gripen.
Den 1 juli 2001 fick verkstadsavdelning vid Skånska flygflottiljen i Ängelholm status som flygverkstad. Det efter att under perioden 1 april 1999 till 30 juni 2001 varit en resurs underställd Flygverkstad Ronneby. Den 1 augusti 2001 inrättades en verkstadsavdelning på Malmen i Linköping, vilken underställdes formellt Flygverkstad Luleå. Den 31 december 2001 avvecklades två flygverkstäderna vid Jämtlands flygflottilj i Östersund och Upplands flygflottilj i Uppsala.
Den 31 december 2001 upphörde Försvarsmaktens flygverkstäder verka som egen organisation och överfördes den 1 januari 2002 till Teknikdivisionen inom Försvarsmaktens logistik (FMLOG).

## Verksamhet
Under Försvarsmaktens flygverkstäders korta existens genomfördes kraftiga personalminskningar. Vid förbandets inrättande var antalet medarbetare 374 och vid tidpunkten för verksamhetens överföring till FMLOG var antalet 231. Syftet med dess inrättande av Försvarsmaktens flygverkstäder var att samordna flottiljverkstäderna vid respektive flottilj till en sammanhållen organisation, för att lättare kunna möta de krav på organisationsutveckling och förändrat underhållskoncept som ombeväpning till JAS 39 skulle komma att medföra.

## Förläggningar och övningsplatser
Staben för organisationen förlades till Uppsala garnison och till en början fanns verkstadsenheter vid Jämtlands flygflottilj i Östersund, Skaraborgs flygflottilj i Såtenäs, Upplands flygflottilj i Uppsala, Blekinge flygflottilj i Kallinge. Norrbottens flygflottilj i Luleå.

## Heraldik och traditioner
Försvarsmaktens flygverkstäder antog aldrig något heraldiskt vapen, eller någon marsch och inte heller någon devis.

## Förbandschefer
Förbandschefen titulerades verkstadschef och hade tjänstegraden överste. 
- 1999-04-01--2001-09-30: Öv Anders Edqvist
- 2001-10-01--2001-12-31: Övlt Per Nilsson

## Namn, beteckning och förläggningsort
| Försvarsmaktens flygverkstäder | 1999-04-01 | – | 2001-12-31 |

| FMF | 1999-04-01 | – | 2001-12-31 |

| Uppsala garnison (F)    | 1999-04-01 | – | 2001-12-31 |
| Östersunds garnison (D) | 1999-04-01 | – | 2001-12-31 |
| Såtenäs garnison (D)    | 1999-04-01 | – | 2001-12-31 |
| Ronneby garnison (D)    | 1999-04-01 | – | 2001-12-31 |
| Luleå garnison (D)      | 1999-04-01 | – | 2001-12-31 |
| Ängelholms garnison (D) | 2001-07-01 | – | 2001-12-31 |
| Linköpings garnison (D) | 2001-08-01 | – | 2001-12-31 |